# Pulvinaria araliae
Pulvinaria araliae är en insektsart som beskrevs av Shinji 1935. Pulvinaria araliae ingår i släktet Pulvinaria och familjen skålsköldlöss. Inga underarter finns listade i Catalogue of Life.